# Шашуола
Шашуола (лит. Šašuola), или Шешуола (лит. Šešuola) — река в Укмергском районе Литвы, левый приток Сесартиса (бассейн Немана). Длина реки составляет 16 км, площадь водосборного бассейна — 91,2 км².
Шашуола вытекает из озера Шашуолю, в 1 км к западу от села Шешуоляй. Высота истока — 115,2 метра над уровнем моря. Течёт на север в основном через поля. Впадает в Сесартис в 15,7 км от устья к северу от Рамонишкес.
Притоки: Салкува, ручей Барейшяй, Шапалас (справа), Насевела, ручей Дегняй (слева).